# Lawe Petanduk I
Lawe Petanduk I is een bestuurslaag in het regentschap Aceh Tenggara van de provincie Atjeh, Indonesië. Lawe Petanduk I telt 248 inwoners (volkstelling 2010).